# Hannover, aufgenommen von der Westseite am Leine-Strom

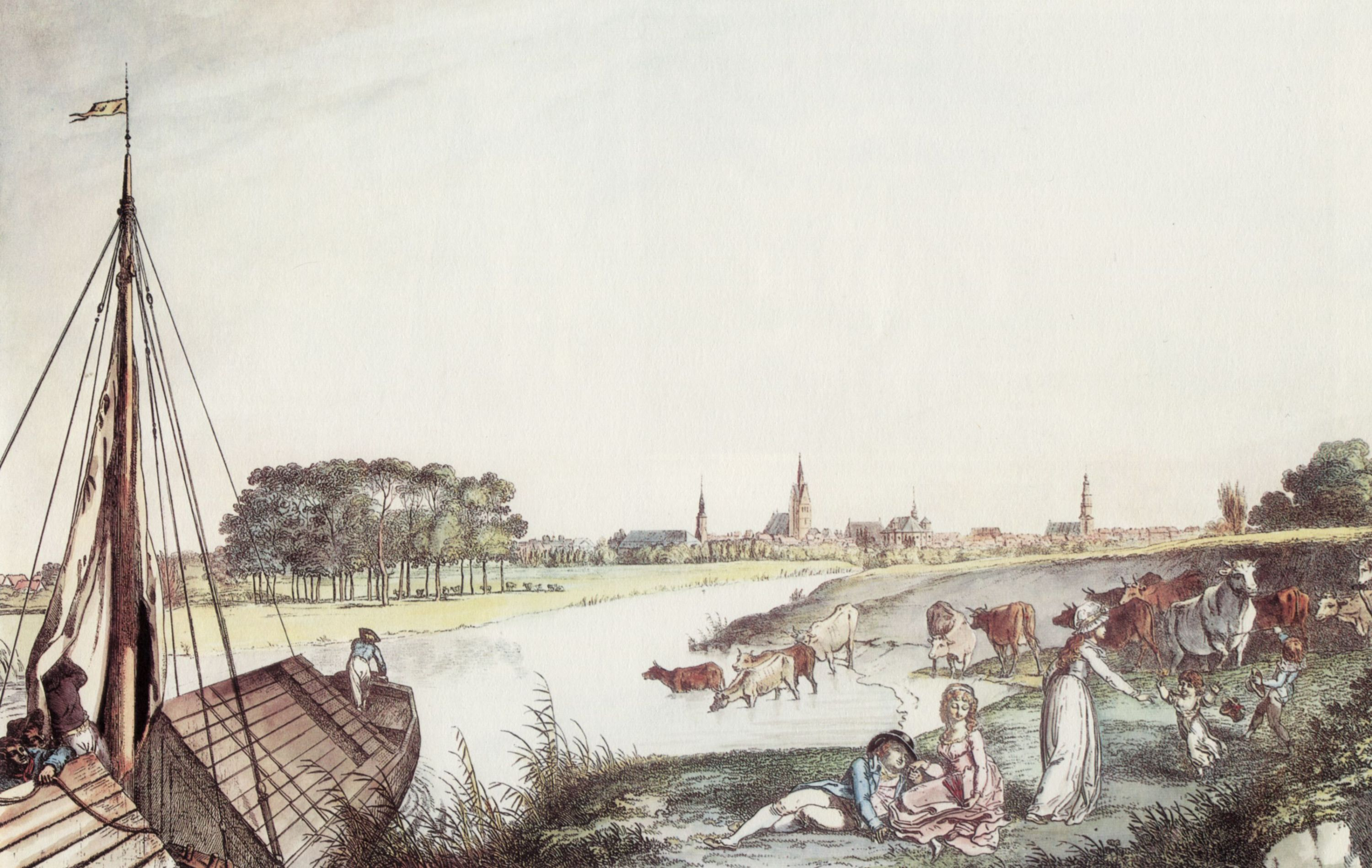
Ausflugs-Gesellschaft am Ufer der Leine Ende des 18. Jahrhunderts nordwestlich der Stadt Hannover;
kolorierter Kupferstich oder Radierung von Johann Heinrich Ramberg; Verlag von Johann Georg Schrader; vor 1798

Hannover, aufgenommen von der Westseite am Leine-Strom titelt ein 1798 im Verlag von Johann Georg Schrader erschienener kolorierter Kupferstich beziehungsweise eine Radierung, die der Hofmaler, Dekorator und Illustrator Johann Heinrich Ramberg schuf.
Das unter anderem im Besitz des Historischen Museums Hannover befindliche Werk in den Maßen 36,3 × 51,1 cm zeigt eine Ausflugs-Gesellschaft im Nordwesten vor der damaligen Stadt Hannover, deren Stadtsilhouette mit ihren verschiedenen Kirchtürmen im Hintergrund zu erkennen ist. Ein an seiner Kleidung als wohlhabend zu erkennendes Liebespaar mit einer Zofe und spielenden Kindern hat sich vor dem Steilufer der Leine niedergelassen, während ein Kuhhirte dort seine Kühe an einer niedrigen Flusseinbuchtung tränkt. Das steile Leineufer dahinter wurde damals „Totenkopf“ genannt; dort trifft heute die Brackebuschstraße im hannoverschen Stadtteil Linden-Nord auf das Leineufer.
Im Vordergrund links ist ein Segelschiff zu sehen, das mit Treidlern an Seilen möglicherweise von Bremen flussaufwärts gezogen wurde. Von dort wurden Ende des 18. Jahrhunderts auf dem Wasserweg Waren im Wert von mehr als 340.000 Thalern nach Hannover gebracht.
In der Bildmitte links ist eine Baumgruppe mit weiterem Vieh zu sehen, hinter dem sich damals noch die größere „Alte Leine“ hinzog, ein Altwasser in der Steintormasch.
Das Werk ist Teil einer Serie aus vier Wandbilddrucken, die Ramberg 1798 zeichnete und radierte. Die Ansicht von der Westseite von Hannover gab es in mehreren Fassungen:
1. rechts mit einem Kuhhirten, und
2. rechts mit dem lagernden Paar sowie einer Frau mit zwei Kindern.

Die zweite Fassung wurde später – im Jahr 1814 – auch von Lamminger & Rosenbusch gedruckt.